# Hypselobarbus pulchellus
Hypselobarbus pulchellus är en fiskart som först beskrevs av Day, 1870.  Hypselobarbus pulchellus ingår i släktet Hypselobarbus och familjen karpfiskar. IUCN kategoriserar arten globalt som akut hotad. Inga underarter finns listade i Catalogue of Life.